# Peachtree City
Peachtree City (Code ZIP  30269) est une ville américaine du Comté de Fayette en Géorgie.

## Transports

### Autoroutes
- Georgia State Route 54
- Georgia State Route 74
  - Georgia State Route 74 North permet d'accéder à l'Interstate 85.

### Railroad
CSX Transportation

## Démographie
| 1970 | 1980  | 1990   | 2000   | 2010   | - |
| ---- | ----- | ------ | ------ | ------ | - |
| 793  | 6 429 | 19 027 | 31 580 | 34 364 | - |

## Résidents célèbres

### Aujourd'hui
- Reed Sorenson, NASCAR
- Tim Hudson, Braves d'Atlanta
- William Regal
- Donald Curry
- Margaret Cho[2]

### Hier
- Chris Benoit,
- Jeff Sheppard,